# Attigodu, Piriyapatna
Attigodu là một làng thuộc tehsil Piriyapatna, huyện Mysore, bang Karnataka, Ấn Độ.